# Megaselia metropolitanoensis
Megaselia metropolitanoensis är en tvåvingeart som beskrevs av Ronald Henry Lambert Disney 2001. Megaselia metropolitanoensis ingår i släktet Megaselia och familjen puckelflugor.
Artens utbredningsområde är Panama. Inga underarter finns listade i Catalogue of Life.